# Vahan Gevorgyan
Vahan Gevorgyan (Erevan, 19 dicembre 1981) è un ex calciatore armeno naturalizzato polacco, di ruolo centrocampista.

## Palmarès

### Club

#### Competizioni nazionali
- Campionato polacco di seconda divisione: 1

Zawisza Bydgoszcz: 2012-2013
- Coppa di Polonia: 2

Wisła Płock: 2005-2006
Zawisza Bydgoszcz: 2013-2014
- Supercoppa di Polonia: 2

Wisła Płock: 2006
Zawisza Bydgoszcz: 2014